# Peribolos
Peribolos (starogrško περίβολος, 'obkroženje'; iz [περὶ] Napaka: {{Jezik}}: neveljaven parameter: |3= (pomoč) in βάλλειν, 'metati'), množina Periboloi, je bil V starogrški in rimski arhitekturi dvorišče, obdano z obzidjem, zlasti tisto, ki je obdajalo sveto območje, kot je tempelj, svetišče ali oltar. To območje pa ni nujen element teh struktur, saj so tiste, ki so bile zgrajene prej, vključevale samo oznake (npr. horoi ali mejni kamni), ki so označevale namišljene meje. Izkopavanja razkrivajo, da obstajajo svetišča, ki so pozneje v svoji zgodovini vključevala peribolos, kar pomeni spremembo verske miselnosti. V rimskih časih so bili pereboloi, ki so se uporabljali kot zbirališča za poslovanje (npr. ladijski promet).
Peribolos, ki je bil prvotno preprosto obzidje, je bil kasneje obdan z dvoranami in kolonadami, bogato okrašenimi s kipi in opremljenim z monumentalnim vhodom (propileje).
Stene peribolosa (ki jih lahko imenujemo tudi stene temenosa) so bile včasih sestavljene iz kamnitih stebrov in plošč, podprtih s pragovi.
Primer, ki je viden še danes, je peribolos Apolona v korintski agori, ki je bil zgrajen kot razmejeno dvorišče z jonskimi stebri iz marmorja. Ni bil le simbolična ograja, ampak je služil tudi precej posvetnim namenom, saj je nudil zaščito pred slabim vremenom in umik pred hrupom in prometom sosednje ulice Lechaion. Krasila sta ga Apolonov kip in, kot poroča Pavzanij, podoba Odiseja v boju s snubci. Eno stopnišče zgrajeno v 5. stoletju pr. n. št. je vodilo do čiste vode vodnjaka Peirene na jugu.
Znani primeri so še:
- peribolosov zid in vrata v Zevsovem svetišču (Altis), severno od Zevsovega templja v Olimpiji, Grčija;
- peribolos, ki obdaja oltar dvanajstih bogov blizu severnega konca atenske starodavne Agore; in
- terasa, ustvarjena s podpornimi in peribolosnimi zidovi okoli svetišča Atene Pronaie (Marmaria), jugovzhodno od Apolonovega svetišča v Delfih v Grčiji.

V nagrobnih objektih so periboloi simbolično ločevali grobnice od tega sveta, nanje lahko gledamo kot na predhodnike današnjih grobnih okolij. V srednjem veku je bil izraz prenesen na obzidana, sveta območja. V skoraj vseh zgodnjih kulturah so raznolike ograje širokega tipa zagotavljale skupne razmejitve profanega od svetega prostora.